# Saint-Vincent-des-Landes
 Saint-Vincent-des-Landes  es una población y comuna francesa, situada en la región de Países del Loira, departamento de Loira Atlántico, en el distrito de Châteaubriant y cantón de Derval.

## Demografía
| 1424 | 1421 | 1414 | 1394 | 1437 | 1323 |
| Para los censos de 1962 a 1999 la población legal corresponde a la población sin duplicidades (Fuente: INSEE [Consultar]) |      |      |      |      |      |